# Émile Joseph-Rignault

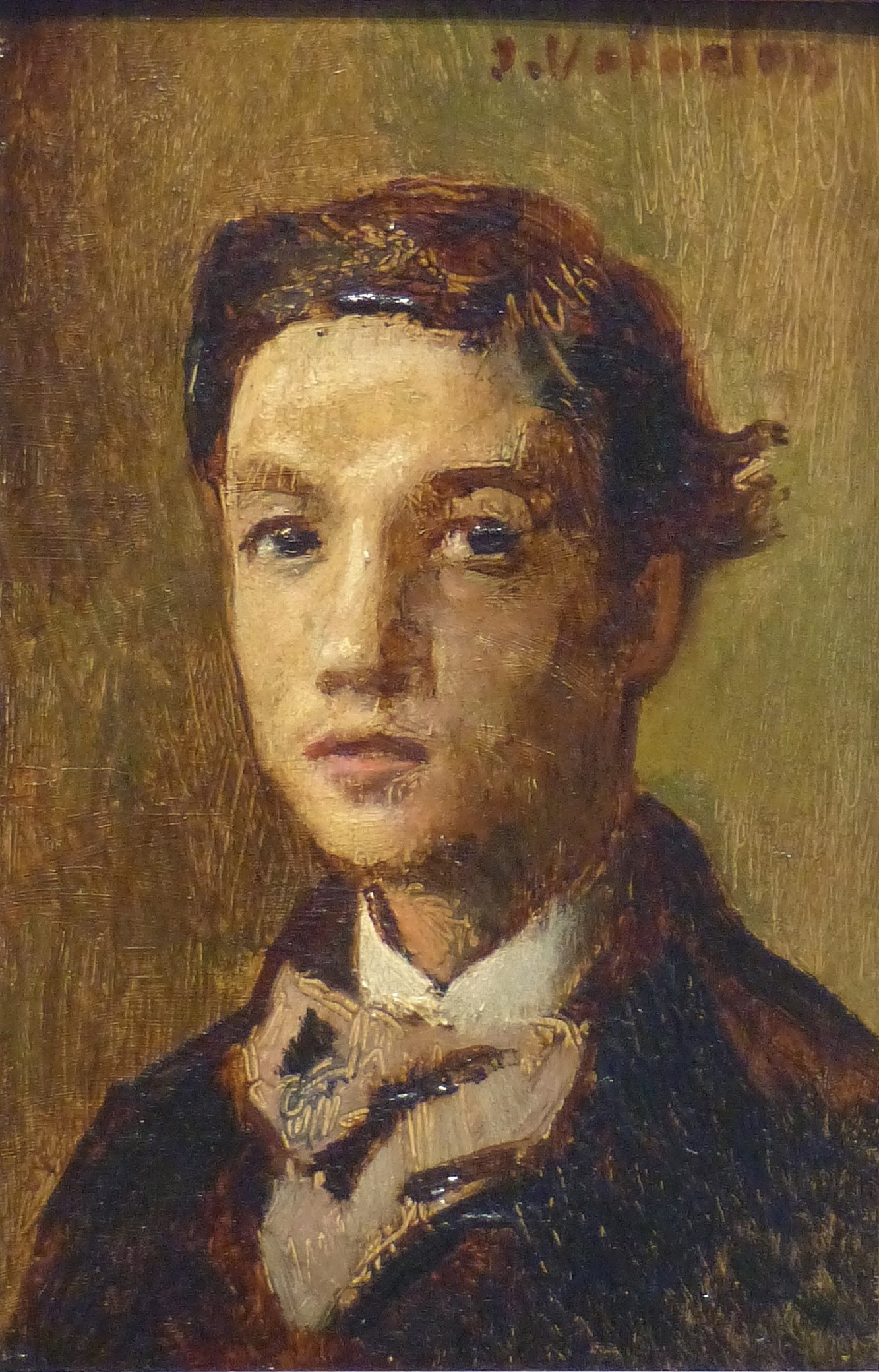
Jules Valadon:
Bildnis Joseph-Rignault im Alter von 20 Jahren

Émile Joseph-Rignault (geboren am 19. Mai 1874 in Varzy; gestorben am 14. Januar 1962 in Saint-Cirq-Lapopie) war ein französischer Maler, Kunstsammler und Mäzen.

## Leben
Émile Joseph-Rignault kam 1874 in Varzy im Burgund  zur Welt. Er studierte ab 1891 Malerei an der École des Beaux-Arts in Paris, wo Gustave Moreau, Jules Valadon und Armand Guillaumin zu seinen Lehrern gehörte. 1904 stellte er erstmals im Salon d’Automne aus. Zudem zeigte er seine Werke, darunter Porträts, Landschaften und Genrebilder, im Salon d’Indépendants. 1922 gab er die Malerei weitgehend auf und erwarb in Saint-Cirq-Lapopie das Château de la Gardette, ein Gebäude aus dem 15. Jahrhundert, das von Joseph-Rignault restauriert und modernisiert wurde. Dort empfing er fortan befreundete Maler und widmete sich seiner wachsenden Kunstsammlung.
Ein Schwerpunkt der Kunstsammlung von Émile Joseph-Rignault waren Arbeiten auf Papier. Die älterer Werke dieser Sammlung ließ er am 26. Mai 1937 im Pariser Auktionshaus Hôtel Drouot versteigern. Die hierbei angebotenen 122 Lose umfassten Zeichnungen, Aquarelle und Gouachen. Darunter waren Arbeiten wie Der Vorleser von Cornelis Dusart, Jesus jagt die Händler aus dem Tempel von Jacob Jordaens, je ein Bildnis eines Herrn von Gabriel de Saint-Aubin  und von Pietro Longhi, Der Tempel von Tivoli von Hubert Robert, eine Dornenkrönung von Giovanni Battista Tiepolo und eine Musikstunde von Charles André van Loo. Teile dieser Sammlung befinden sich heute in öffentlichen Sammlungen. So besitzt das Art Institute of Chicago die Kreidezeichnungen Stehender junger Mann  von Nicolas Lancret und Der Holzfäller von Jean-François Millet, das J. Paul Getty Museum in Los Angeles eine Federzeichnung mit einer Studie eines Engels von Mair von Landshut, das Fogg Art Museum in Cambridge (Massachusetts) die Federzeichnung Der Zwiebelverkäufer von Cornelis Dusart und im Königlichen Museum der Schönen Künste in Brüssel findet sich die Zeichnung Allegorie der Fruchtbarkeit der Erde von Jacob Jordaens.
Weiterhin umfasste seine Sammlung Werke des 19. und beginnenden 20. Jahrhunderts. Diese Arbeiten schenkte er 1946 dem Musée Calvet in Avignon. Zur Schenkung gehören insgesamt 95 Zeichnungen, Aquarelle, Pastelle und Gemälde. Darunter befinden sich die Ölbilder Grablegung von Eugène Delacroix, Gitarre mit Hut von Édouard Manet und Kirche von Moret mit altem Markt von Alfred Sisley. Hinzu kam ein Werkblock von Chaim Soutine mit den Gemälden Der alte Mann, Dorftrottel, Blick auf ein Dorf, Der Verfall und Der Rochen. Weitere Arbeiten der Schenkung sind das Pastellbild Madame Guillaumin im Garten von Armand Guillaumin und die Aquarelle Badende von Berthe Morisot sowie Blick vom Trocadéro von Henri Edmond Cross. Im Bereich der Zeichnungen finden sich Arbeiten wie Bildnis Eugène Delacroix, Badende und Figuren- und Bewegungsstudien von Paul Cézanne, Badende und Bildnis des Sohnes Pierre von Pierre-Auguste Renoir, Männerkopf von Amedeo Modigliani, Im Theater und Don Quichotte und Sancho Pansa von Honoré Daumier, Selbstbildnis und Straße in Paris von Albert Marquet und Bildnis eines Mannes von Henri de Toulouse-Lautrec. Weitere Werke der Stiftung stammen von Künstlern wie Jean-François Millet, Constantin Guys, Maurice Utrillo, Raoul Dufy, Jean Dufy, Georges Rouault, Maurice de Vlaminck und Jean-Louis Forain.

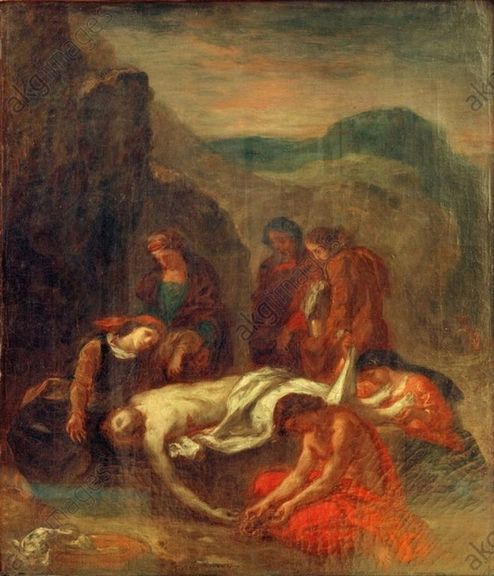
Eugène Delacroix: Grablegung
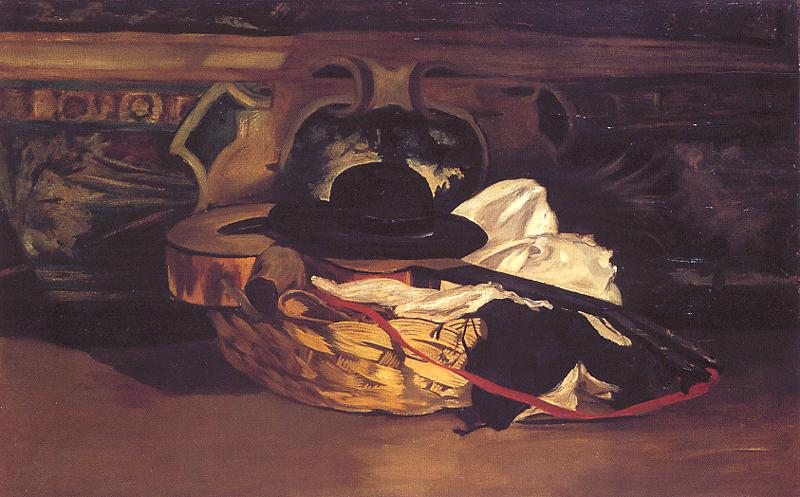
Édouard Manet: Gitarre mit Hut
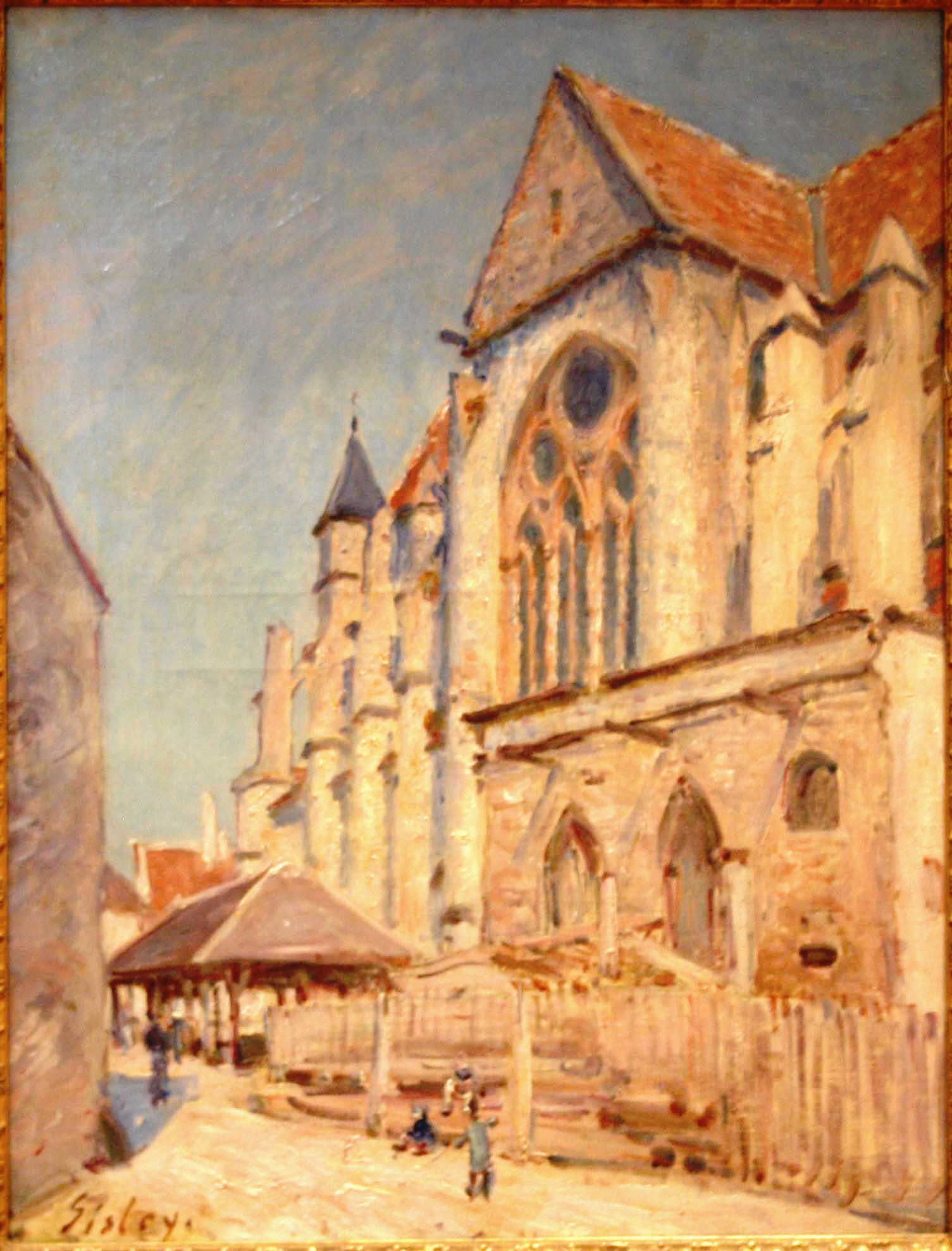
Alfred Sisley: Kirche von Moret mit altem Markt
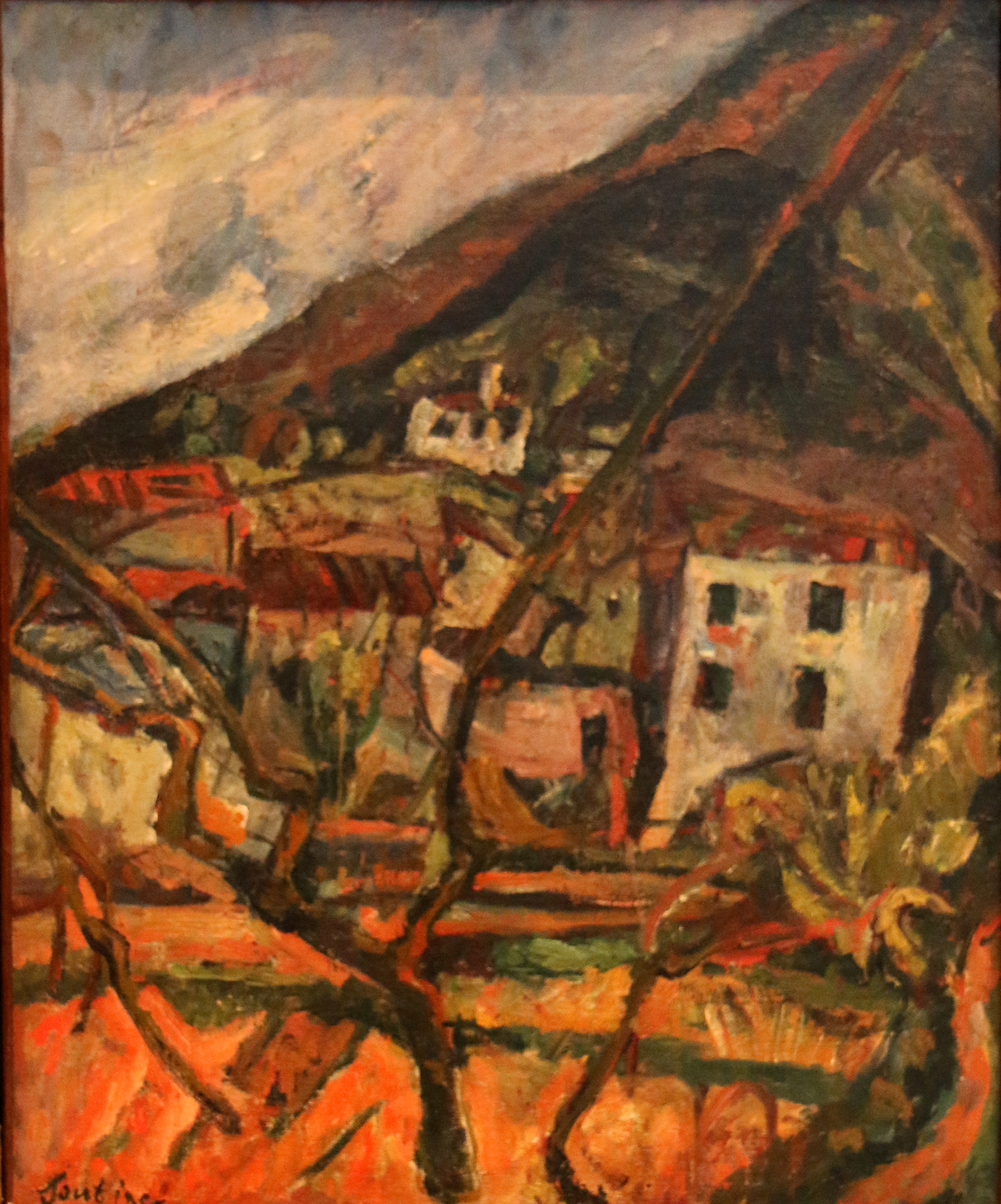
Chaim Soutine: Blick auf ein Dorf
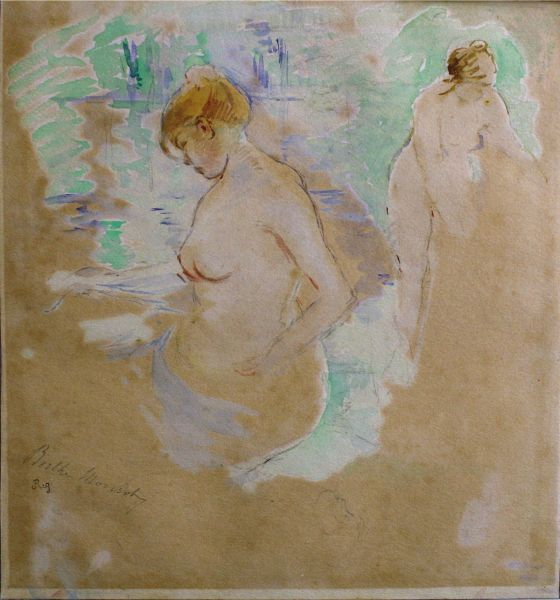
Berthe Morisot: Badende
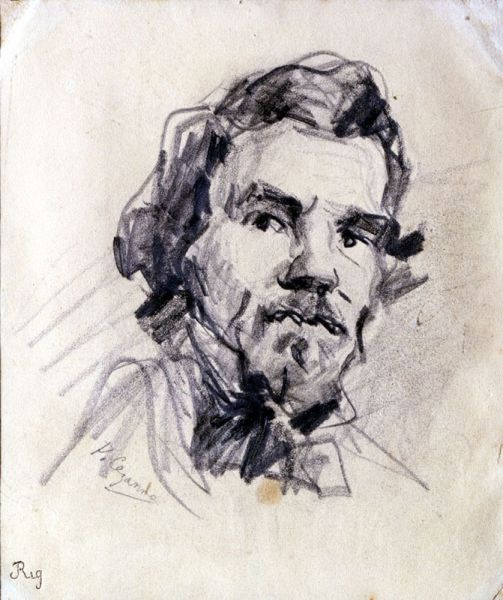
Paul Cézanne: Bildnis Eugène Delacroix
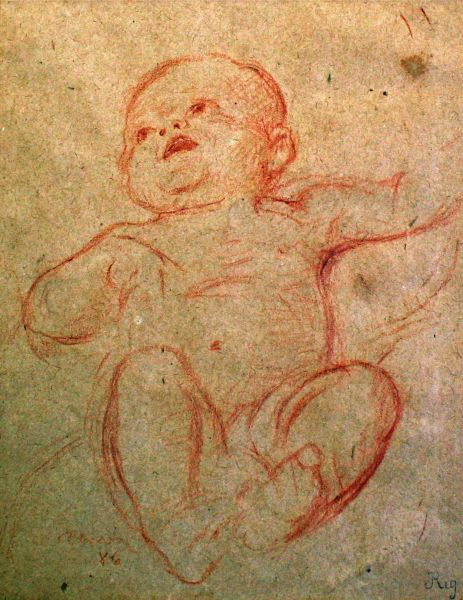
Pierre-Auguste Renoir: Bildnis des Sohnes Pierre
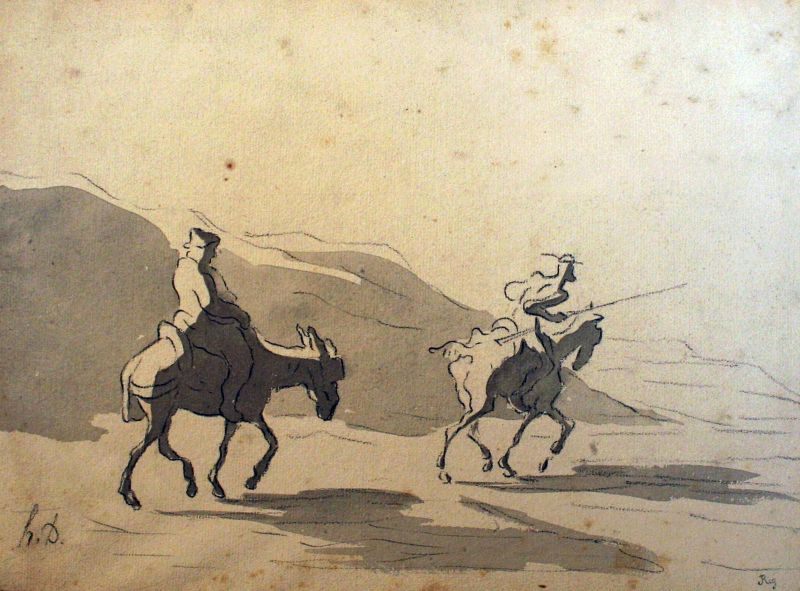
Honoré Daumier: Don Quichotte und Sancho Pansa

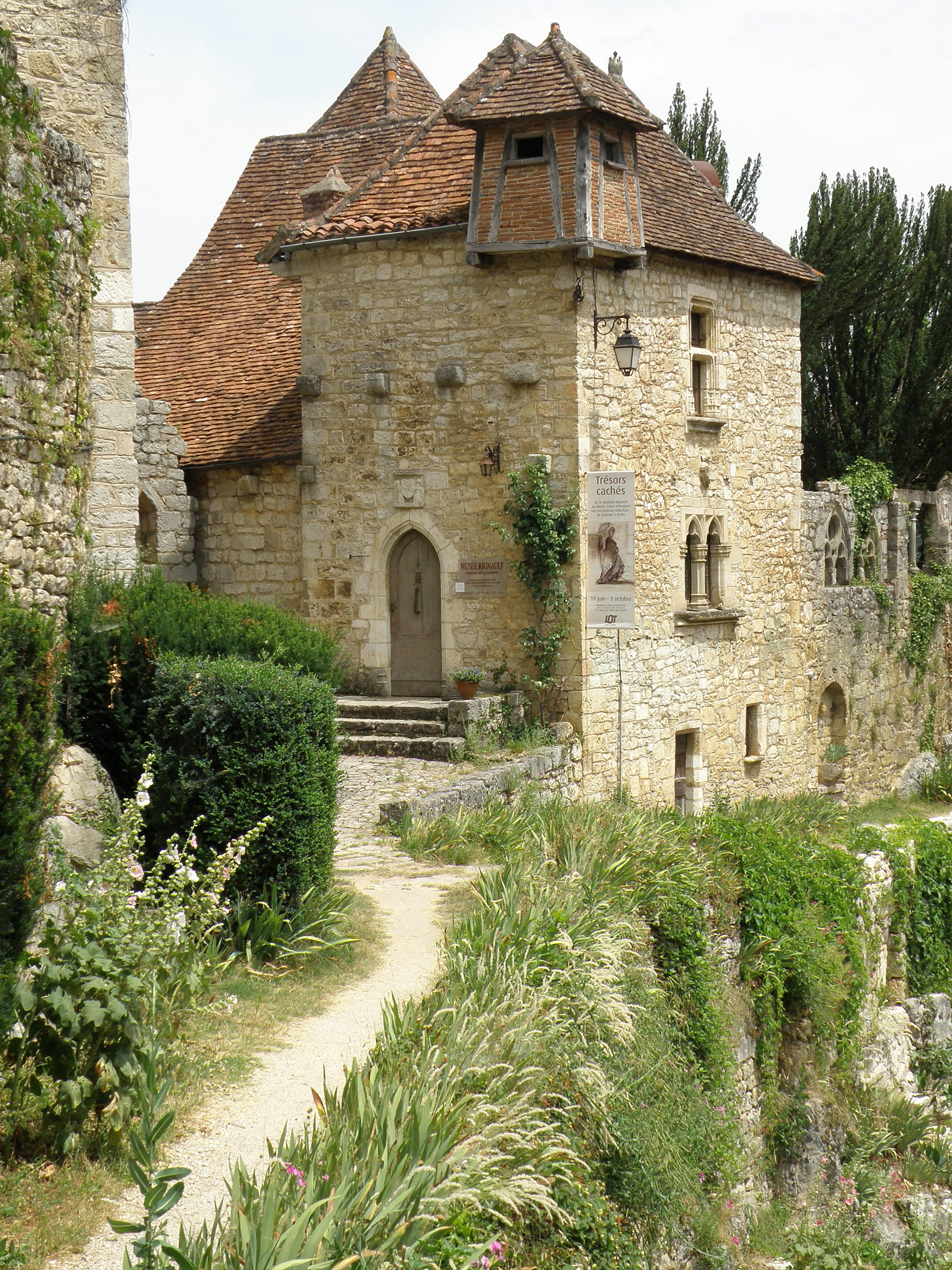
Château de la Gardette in Saint-Cirq-Lapopie, heute Musée Rignault

Joseph-Rignault stiftete 1959 sein Haus in Saint-Cirq-Lapopie dem Département Lot. Er wünschte sich den Erhalt des historischen Gebäudes mit der von ihm zusammengetragenen Inneneinrichtung. Diese bestand aus einer eklektischen Sammlung von Objekten aus verschiedenen Jahrhunderten und unterschiedlichen Kulturen. Hierzu gehörten Kapitelle aus Kirchen, die er im Haus eingebaut hatte und religiöse Skulpturen, die sein Esszimmer schmückten. Hinzu kamen weitere europäische Objekte vom Mittelalter bis zum Barock, teilweise auch entsprechende Nachahmungen des Historismus. Darüber hinaus sammelt er außereuropäische Objekte – möglicherweise angeregt von den Besuchen der Weltausstellungen. So schmückte er beispielsweise sein Schlafzimmer im orientalischen Stil und widmete andere Räume der Kunst und dem Kunsthandwerk Afrikas oder Asiens. Joseph-Rignault starb 1962 in Saint-Cirq-Lapopie.
Das Haus in Saint-Cirq-Lapopie ist seit Mai 2023 Teil des Centre international du surréalisme et de la citoyenneté mondiale und durch eine Brücke mit der benachbarten Maison André Breton verbunden. Der surrealistische Dichter André Breton war seit 1951 der Nachbar von Joseph-Rignault. Das Zentrum zeigt in den Sommermonaten Wechselausstellungen mit surrealistischer Thematik. Es verfügt darüber hinaus über eine Künstlerresidenz, eine Buchhandlung und ein Café.